# Sebastian Lipski
Sebastian Lipski (ur. 7 kwietnia 1997 w Aleksandrowie Łódzkim) – polski gitarzysta, kompozytor, muzyk sesyjny.
Współpracował(-uje) z takimi artystami, zespołami: Wowa Band, Grzegorz Halama, Jarek Janiszewski, Olaf Deriglasoff, Chwytak, Letni, Zacier.
Obecnie członek zespołu w projekcie Piotra Koczocika - Joker. Aktywnie realizujący się jako muzyk sesyjny.

## Dyskografia
- Wowa & Halama - Trzeba śpiewać o miłości
- Wowa & Olaf Deriglasoff - Marynarze
- Wowa Band - Osiedlowe love
- Wowa Band ft.Chwytak - A kto umarł ten nie żyje
- Wowa Band - Kto co komu czemu kogo co wołacz o
- Wowa Band - Telefon
- Wowa Band ft. Chwytak, Zacier - Słonice z Tajlandii
- MT Brother's - Każdy dzień
- Wowa Band ft. Jarek Janiszewski - Galerie
- Wowa Band ft. Weronika Niemiec - W zakłamanym świecie
- MT Brother's - Szczyty gór
- Wowa & Zuza - Nie ma tego złego
- Wowa - Odra
- Wowa - Cukier
- Wowa & Letni - Zachód słońca nad Dziwnowem
- Chwytak & Wowa ft. Deriglasoff, Sierocki - Jak się robi hity?
- Chwytak & Wowa ft. Zacier - Merlin Monroł[4]
- MT Brother's - Pusta Głowa
- Wowa & Sylwia "WEŹ NIE PYTAJ" x Halama - Obiecanki
- Joker & Sequence - Tajemnica
- Joker & Sequence - Najpiękniejsza[5]